# Stephen Russell Mallory junior

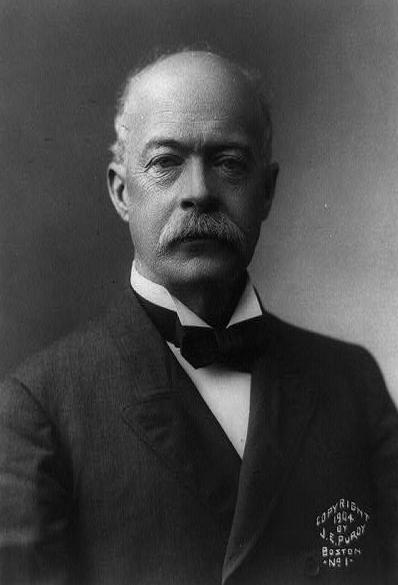
Stephen Russell Mallory Jr.

Stephen Russell Mallory Jr. (* 2. November 1848 in Columbia, South Carolina; † 23. Dezember 1907 in Pensacola, Florida) war ein US-amerikanischer Politiker, der den Bundesstaat Florida in beiden Kammern des Kongresses vertrat.

## Leben
Mallory wurde 1834 in Columbia als Sohn des Politikers Stephen Russell Mallory Sr. geboren. Während des Bürgerkrieges schloss er sich der Konföderiertenarmee an. Nach dem Krieg machte er 1869 seinen Abschluss am Georgetown College in Washington, D.C. und arbeitete danach bis 1871 in den Fächern Latein und Griechisch als Lehrer. Danach studierte er Jura und wurde 1872 in Louisiana als Anwalt zugelassen. Eine Zeit lang praktizierte er in New Orleans, zog dann aber 1874 nach Pensacola (Florida).

## Politik
Mallory wurde in Florida 1876 erstmals ins Repräsentantenhaus von Florida gewählt. Der Einzug in den Senat des Bundesstaates erfolgte 1880, vier Jahre später wurde er wiedergewählt. Er vertrat anschließend die Demokratische Partei im Repräsentantenhaus der Vereinigten Staaten, dem er vom 4. März 1891 bis zum 3. März 1895 angehörte. Für die Wahl 1894 nicht wieder aufgestellt, kandidierte er für die nächsten Senatswahlen und zog am 15. Mai 1897 für die Demokraten in den Senat der Vereinigten Staaten ein. Sechs Jahre später wurde er für eine zweite Amtszeit bestätigt, diese wurde durch seinen Tod 1907 vorzeitig beendet. Sein Nachfolger wurde William James Bryan.

## Weblink
- Stephen Russell Mallory junior im Biographical Directory of the United States Congress (englisch)

| Personendaten    | Personendaten                   |
| ---------------- | ------------------------------- |
| NAME             | Mallory, Stephen Russell junior |
| ALTERNATIVNAMEN  | Mallory, Stephen Russell Jr.    |
| KURZBESCHREIBUNG | US-amerikanischer Politiker     |
| GEBURTSDATUM     | 2. November 1848                |
| GEBURTSORT       | Columbia, South Carolina        |
| STERBEDATUM      | 23. Dezember 1907               |
| STERBEORT        | Pensacola, Florida              |